# Silver Bow County
Silver Bow County är ett administrativt område i delstaten Montana, USA. År 2010 hade countyt 34 200 invånare. Den administrativa huvudorten (county seat) är Butte. 

## Geografi
Enligt United States Census Bureau har countyt en total area på 1 862 km². 1 859 km² av den arean är land och 3 km² är vatten. 

### Angränsande countyn
- Deer Lodge County - nordväst
- Jefferson County - öst
- Madison County - syd
- Beaverhead County - sydväst